# Leaf Daniell
Cyrus Leaf Daniell (Tooting, Londres, 1877 – Eddleston, Scottish Borders, 28 de febrer de 1913) va ser un tirador anglès que va competir a començaments del segle xx. Era germà de la també tiradora Gladys Daniell.
El 1908 va prendre part en els Jocs Olímpics de Londres, on disputà dues proves del programa d'esgrima. En la competició d'espasa per equips guanyà la medalla de plata formant equip amb Edgar Amphlett, Cecil Haig, Robert Montgomerie, Martin Holt i Edgar Seligman. En canvi en la competició d'espasa individual quedà eliminat en la segona ronda.